# Johann Christian Hebenstreit (Botaniker)
Johann Christian Hebenstreit (* 28. Juni 1720 in Kleinjena, heute Ortsteil von Naumburg; † 27. September 1795 in Leipzig) war ein deutscher Arzt und Botaniker. Sein offizielles botanisches Autorenkürzel lautet „Hebenstr.“.

## Leben und Wirken
Hebenstreit war der Sohn des Pfarrers Johann Christian Hebenstreit (* 20. Juni 1670 in Neunhofen; † 9. November 1725 in Kleinjena) und dessen dritter Frau Susanne Esther Güttner. Er studierte von 1740 bis 1748 an der Universität Leipzig Medizin. Danach praktizierte Hebenstreit zunächst als Arzt in Naumburg, ging aber schon 1749 nach Sankt Petersburg und war dort an der Russischen Akademie der Wissenschaften Professor für Botanik und Naturgeschichte.
1751 wurde er Leibarzt von Graf Kyrylo Rosumowskyj, dem Präsidenten der Akademie, und begleitete diesen in die Ukraine. Hier hielt er sich bis Ende 1753 auf. Am 1. März 1753 wurde er Ehrenmitglied der Russischen Akademie der Wissenschaften. Nach einem kurzen Aufenthalt in Leipzig wurde er 1755 erneut Professor für Botanik und Naturgeschichte in Sankt Petersburg. Seine sich verschlechternde Gesundheit zwang ihn jedoch 1761 zur endgültigen Rückkehr nach Leipzig. In Leipzig war er gemeinsam mit Johann Abraham Heine (1723–1792) Arzt von Christian Fürchtegott Gellert.

## Ehrungen
Nach Hebenstreit benannt wurde die Pflanzengattung Hebenstretia L. aus der Familie der Braunwurzgewächse (Scrophulariaceae).

## Schriften (Auswahl)
- De salubri morborum per crises exitu ..., Leipzig 1748 – Dissertation unter Samuel Theodor Quellmaltz
- Sermo academicus de fertilitate terrarum industria colonorum augenda in conventu academiae publico d. VI. septembris 1756 ad celebranda solemnia nominis invectissimae ac potentissimae dominae Elisabetae Primae omnium Russiarum imperatricis et autocratoris dictus a d. Io. Christiano Hebenstreit, hist. natur. et bot. p. p. St. Petersburg, 1756

## Nachweise
- Johann Georg Meusel: Lexikon der vom Jahr 1750 bis 1800 verstorbenen teutschen Schriftsteller, Band V, 1805, S. 262f.
- Christian Fürchtegott Gellert: Briefwechsel. 1991, S. 503. ISBN 3-11-009886-5
- Umberto Quattrocchi: CRC World Dictionary of Plant Names: Common Names, Scientific Names, Eponyms, Synonyms, and Etymology. CRC Press Inc., 2000, S. 1172. ISBN 0-8493-2676-1